# Mohammed Alrotayyan
Muhammad Alrotayyan As-Shummari (arabe : محمد الرطيان) est un écrivain et journaliste saoudien. En 1992, il commence à publier dans la presse saoudienne et dans celle du Golfe. Il travaille pendant une courte période pour les deux magazines Fawassil (« Virgules ») et Qoutouf (« Cueillettes »). Il est qualifié d'écrivain et journaliste de masse, qui n'appartient à aucun courant en Arabie saoudite tout en gagnant la confiance d'un grand nombre de lecteurs.[réf. nécessaire]

## Biographie

### Naissance
Son nom en entier est Muhammad ben Alrotayyan ben Abbas ben Muhammad ben Sultan As-Sultan At-Toumi As-Shummari, de la tribu Shummar; né dans la ville de Rafha.

### Carrière
Il représente l'Arabie saoudite au huitième festival du Golfe, pour la poésie et la nouvelle. Il remporte, par un vote des lecteurs, le titre du meilleur écrivain, organisé par le magazine koweïtien Al-Mukhtalaf (« Le différent »). Il écrit dans plusieurs journaux arabes, dont le journal Al-Watan, pour se consacrer finalement à son poste de chroniqueur avec un billet hebdomadaire dans le journal saoudien Al-Médina (« La ville »).

## Publications
- Ce qui reste des documents de Muhammad Alwotban / Roman
- Al Kitab (Le livre)
- Une troisième tentative
- Testaments
- Dhaw..dhaa (Cha..hut), Sous presse

## Lectures poétiques
Il est l'invité de nombreux festivals de poésie, dont:
- Jenadriyah
- Al-Qarine
- Al-Babitain
- Hala Febrayer de Koweït
- Festival de Saoud ben Bandar Premier
- Djeddah 2000